# Zoom (film)
Zoom is een Amerikaanse avonturen/sciencefictionfilm uit 2006, onder regie van Peter Hewitt. De film is gebaseerd op het boek van Jason Lethcoe. Hoofdrollen worden vertolkt door Tim Allen, Kate Mara, Spencer Breslin, Michael Cassidy, Kevin Zegers, Courteney Cox Arquette, Chevy Chase, en Ryan Newman.

## Verhaal
30 jaar geleden was in Amerika een groep superhelden actief genaamd "Team Zenith". Het team werd geleid door Jack, alias Captain Zoom (een man met bovennatuurlijke snelheid en reflexen) en zijn broer Connor, alias Concussion (met de gave om sonische golven af te vuren). Het leger probeerde de krachten van dit team te versterken met behulp van een experimentele straling genaamd "Gamma-13". Het liep echter verkeerd af; alleen Concussion werd er sterker door, en ook kwaadaardig. Hij vermoordde de rest van het team minus Jack. Jack slaagde erin om Concussion naar een andere dimensie te sturen, ten koste van zijn eigen superkrachten.
30 jaar later dreigt Concussion uit deze dimensie te ontsnappen. Om hem te bevechten is een nieuw team superhelden nodig. Generaal Larraby laat Dr. Grant een aantal potentiële kandidaten uitzoeken. Vier jonge mensen worden gekozen:
- Dylan West, een 17-jarige jongen die onzichtbaar kan worden en helderziend is.
- Summer Jones, een 16-jarig meisje met telekinetische krachten en de gave tot empathie.
- Tucker William, een 12-jarige jongen die elk deel van zijn lichaam kan uitvergroten.
- Cindy Collins, een 6-jarig meisje met bovenmenselijke spierkracht.

Jack wordt erbij gehaald om de groep te trainen, ondanks zijn gebrek aan krachten. Hij wordt bijgestaan door een psychologe genaamd Marsha Holloway, die zelf ook superkrachten blijkt te hebben; superadem. Jack is echter nog altijd verbitterd over het verleden, en de jongeren werken aanvankelijk niet mee. Uiteindelijk boekt Jack toch vooruitgang, maar Larraby is niet tevreden met het resultaat. Bovendien ontdekt Jack dat het leger de nieuwe helden wil inzetten om Concussion te vangen en weer naar een andere dimensie te sturen.
Jack en de nieuwe helden ontsnappen uit de basis om Concussion te confronteren voordat het leger bij hem kan komen. Concussion is echter nog steeds kwaadaardig en niet voor rede vatbaar. Het leger probeert hem te vangen met een speciaal net. Wanneer Cindy door dit net dreigt te worden geraakt, ontwaken Jack’s krachten weer en hij redt haar. Vervolgens gebruikt hij zijn supersnelheid om een tornado te maken die de gamma 13-energie uit Concussion kan zuigen en hem zo weer normaal te maken.

## Rolverdeling
| Acteur          | Personage                 |
| --------------- | ------------------------- |
| Tim Allen       | Jack Shepard/Captain Zoom |
| Courteney Cox   | Marsha Holloway           |
| Chevy Chase     | Dokter Grant              |
| Spencer Breslin | Tucker Willams/Mega Boy   |
| Kevin Zegers    | Connor Shepard/Concussion |
| Kate Mara       | Summer Jones/Wonder       |
| Michael Cassidy | Dylan West/Houdini        |
| Ryan Newman     | Cindy Collins/Princess    |
| Rip Torn        | General Larraby           |
| Tom Wilson      | Dylans leraar             |

## Achtergrond
Zoom werd opgenomen in Hamilton, Canada.
De première van de film werd vertraagd door een rechtszaak aangespannen door 20th Century Fox en Marvel Comics. Zoom had eigenlijk 2 weken voor X-Men: The Last Stand uit moeten komen, maar volgens Fox en Marvel leek het script te veel op dat van de X-Men filmreeks, wat tot verwarring van de kijkers zou kunnen leiden.
De film werd negatief ontvangen door de recensenten. Op Rotten Tomatoes scoort de film 3% aan goede beoordelingen.

## Prijzen en nominaties
- In 2006 werd Tim Allen voor zijn rol in de film genomineerd voor een Golden Raspberry Award voor slechtste acteur.
- In 2007 werd Ryan Newman voor haar rol in de film genomineerd voor een Young Artist Award voor Best Performance in a Feature Film - Young Actress Age Ten or Younger.